# Евразийский медиафорум
Евразийский медиафорум (ЕАМФ) — ежегодное казахстанское мероприятие в сфере средств массовой информации, проводимое в Алма-Ате или Астане. Каждый год количество участников превышает 500 человек, которые приезжают более чем из 60 стран. Основная аудитория форума — представители средств массовой информации, политики, бизнесмены.
Ключевая миссия форума — формировании атмосферы доверия между странами и континентами, сохранении межнационального мира и согласия.

## История
9 октября 1992 года на Семинаре по содействию развитию независимых и плюралистических средств информации в Азии под патронажем ООН и ЮНЕСКО была принята Алма-Атинская декларация о содействии развитию независимых и плюралистических средств информации в Азии. В декларации отмечена важность свободы слова, независимости и безопасности журналистов.
В июне 2001 года, на проходящем в Москве Всемирном конгрессе по информационному сотрудничеству «Информация: вызов XXI века», Дарига Назарбаева — глава совета директоров казахстанского агентства «Хабар» — предложила учредить постоянно действующий Евразийский медиафорум. Она отметила, что его участники могли бы обсудить проблемы создания евразийского информационного пространства, взаимоотношения государства и средств массовой информации, а также этические нормы журналистики. Первый медиафорум было предложено провести в апреле следующего года в столице Казахстана - Астане.
В апреле 2002 года в Алма-Ате открылся первый Евразийский медиафорум. С приветственным словом к участникам обратился президент Казахстана Нурсултан Назарбаев. Также в работе форума принял известный писатель Чингиз Айтматов.
На второй форум, прошедший в 2003 году, в Алма-Ату не приехали два известных западных журналиста Эйдон Уайт, генеральный секретарь Международной федерации журналистов, и Тим Себастьян из-за того, что казахстанский журналист Сергей Дуванов находится в тюрьме. По словам Дариги Назарбаевой, председателя оргкомитета, эта позиция ошибочна, так как Медиафорум - это неправительственная организация, и к скандалу отношения не имеет, и было бы более правильным приехать и поучаствовать в дискуссии по этой теме.
Десятый медиафорум должен был пройти в 2011 году в Алма-Ате, однако он так и не состоялся. Затем было принято решение о переносе форума в Астану и были выбраны даты проведения - 26-27 апреля 2012 года. Однако и этот план не был реализован - форум состоялся лишь в октябре месяце.
Тринадцатый медиафорум должен был состояться в 2015 году в Астане, однако он не был проведён ни в начале года, ни в конце. XIII форум состоялся лишь в 2016 году.
Юбилейный XV форум было решено вновь провести в Алма-Ате.

## Хронологическая таблица
| Даты проведения              | Место проведения | Данные по участникам | Описание программы, детали форума |
| ---------------------------- | ---------------- | --- | --- |
| I Евразийский медиа форум    |                  | | |
| 25-27 апреля 2002 года       | Алма-Ата         | Более 200 участников из 25 стран Ключевые спикеры: Нурсултан Назарбаев - президент Казахстана, Мохаммад Хатами - президент Ирана, Эйдан Уайт - генеральный секретарь Международной федерации журналистов, Чингиз Айтматов - писатель | Основные темы: * Евразия - геополитика * Новые проблемы стоящие перед медиа * Евразия - роль СМИ |
| II Евразийский медиа форум   |                  | | |
| 24-26 апреля 2003 года       | Алма-Ата         | Более 250 участников из 40 стран Ключевые спикеры: Нурсултан Назарбаев - президент Казахстана, Романо Проди - председатель Еврокомиссии, Гейдар Алиев - президент Азербайджана, Коитиро Мацуура - генеральный директор ЮНЕСКО        | Основной темой форума стала «Безопасность, зоны конфликта и роль СМИ». Обсуждения проходили на фоне событий, связанных с операцией США в Ираке |
| III Евразийский медиа форум  |                  | | |
| 22-24 апреля 2004 года       | Алма-Ата         | Более 400 участников из 40 стран | Основные темы: * Битва за влияние в Центральной Азии * Северная Корея - дело в изоляции * Права и безопасность журналистов - роль международных организаций |
| IV Евразийский медиа форум   |                  | | |
| 20-22 апреля 2005 года       | Алма-Ата         | Более 400 из 40 стран Ключевые спикеры: Нурсултан Назарбаев - президент Казахстана, Борис Грызлов - председатель Государственной Думы России                                                                                         | Ключевые темы: * Изменение глобального экономического ландшафта: Возможности Китая, Индии и Центральной Азии * Общественное вещание: старые проблемы и новые вызовы * Реальная и виртуальная политика: СМИ как средства массовой информации и массовой манипуляции |
| V Евразийский медиа форум    |                  | | |
| 20-22 апреля 2006 года       | Алма-Ата         | Более 400 из 40 стран | Ключевые темы: * Восстановление постконфликтных обществ * Общественное вещание: старые проблемы и новые вызовы * Оскорбление чувств верующих, в свете карикатур на пророка Мухаммеда |
| VI Евразийский медиа форум   |                  | | |
| 19-21 апреля 2007 года       | Алма-Ата         | Более 600 из 37 стран Ключевые спикеры: Евгений Примаков - бывший премьер-министр России (1998-1999) | Ключевые темы: * Терроризм - угроза цивилизации * Гламуризация СМИ * Последствия конфликта в Ираке и других горячих точках |
| VII Евразийский медиа форум  |                  | | |
| 24-25 апреля 2008 года       | Алма-Ата         | Более 600 из 40 стран Ключевые спикеры: Збигнев Бжезински - бывший советник по вопросам национальной безопасности США, Марк Перин де Бришамбо - генеральный секретарь ОБСЕ                                                           | Ключевые темы: * Дежавю «второй холодной» войны? * Электоральные события года и роль СМИ * Групповой портрет стран СНГ. Лидеры постсоветского пространства - кто они? |
| VIII Евразийский медиа форум |                  | | |
| 23-24 апреля 2009 года       | Алма-Ата         | Более 500 из 30 стран Ключевые спикеры: Эхуд Ольмерт - бывший премьер-министр Израиля (2006-2009) | Ключевые темы: * Мировой экономический кризис: миф и реальность * В поисках «нового» капитализма * Проблемы объективности в современной журналистике |
| IX Евразийский медиа форум   |                  | | |
| 27-28 апреля 2010 года       | Алма-Ата         | Более 600 из 35 стран | Ключевые темы: * Председательство Казахстана в ОБСЕ: значение, ожидания и возможности * «Неизвестный» Иран * Регулирование зоны Интернет и свободы СМИ: опасения и реалии |
| X Евразийский медиа форум    |                  | | |
| 11-12 октября 2012 года      | Астана           | Более 450 из 45 стран | Ключевые темы: * Война с терроризмом - что это значит? * Двойные стандарты в СМИ * Таможенный союз России, Казахстана и Беларуси |
| XI Евразийский медиа форум   |                  | | |
| 25-26 апреля 2013 года       | Астана           | Более 500 из 45 стран | Ключевые темы: * Вопросы региональной безопасности после вывода войск США и НАТО из Афганистана в 2014 году * Информационная безопасность. Влияние СМИ и информационных сетей на политическую конъюнктуру в мире * Медиатренды XXI века |
| XII Евразийский медиа форум  |                  | | |
| 24-25 апреля 2014 года       | Астана           | Более 700 из 55 стран Ключевые спикеры: Эхуд Барак - бывший премьер-министр Израиля (1999-2001) Ньют Гингрич - экс-спикер Палаты представителей Конгресса США (1995-1999) Владимир Познер - журналист                                | Ключевые темы: * Новый мировой порядок. Контуры мирового кризиса и его последствия * Евразийская интеграция. Грядёт ли экономическая «революция»? * Гламурный «модус вивенди». Виртуальная жизнь в красивой обёртке. Болезнь или необходимость? |
| XIII Евразийский медиа форум |                  | | |
| 20-22 апреля 2016 года       | Астана           | Более 550 из 50 стран Ключевые спикеры: Хамид Карзай - бывший президент Афганистана (2001-2014) | Ключевые темы: * Особенности «женского письма» в журналистике * Особенности информационных войн XXI века. Роль СМИ в установлении мира и разжигании конфликтов * «Фабрика грёз» как главное орудие манипуляции общества. Бизнес и политика в массовой культуре |
| XIV Евразийский медиа форум  |                  | | |
| 22-24 июня 2017 года         | Астана           | Более 800 из 50 стран Ключевые спикеры: Жозе Мануэль Баррозу - бывший председатель Европейской комиссии (2004-2014) Абдулла Гюль - бывший президент Турции (2007-2014)                                                               | Медиафорум прошёл на площадке ЭКСПО-2017 Ключевые темы: * Новый миропорядок: наводить мосты или возводить стены? * Возобладает ли истина? На пути к «третьей мировой» – в контексте глобальной информатизации * Цифровая революция. Концепция цифровой реформы и стратегии безопасности. Крепкая цепь «блокчейна» как новый алгоритм технологических возможностей и решений |
| ХV Евразийский медиа форум   |                  | | |
| 22-24 мая 2018 года          | Алма-Ата         | Более 850 из 60 стран Ключевые спикеры: Маттео Ренци - бывший премьер-министр Италии (2014-2016) | Ключевые темы: * Эволюция информационных технологий: от фактов к фейк-новостям. Стоит ли беспокоиться? * Эволюция медиа: рост блогосферы - угроза или прогресс? * Эволюция морали: кто формирует новое миропонимание? |
| XVI Евразийский медиа форум  |                  | | |
| 22-24 мая 2019 года          | Алма-Ата         | | Ключевые темы: * Даглобализация: Мир в поисках новых моделей развития. * Будущее журналистики в цифровом мире * Нелегальное - легально: марихуана в открытом доступе! |

## Критика форума
Ряд казахстанских журналистов считают, что повестка медиафорума не позволяет обсуждать внутренние проблемы. К таким проблемам относятся задержание журналистов и закрытие средств массовой информации. В 2008 году, по утверждению ряда журналистов, на форуме обсуждались международные вопросы, но не было ни одной площадки по обсуждению проблем Центральной Азии.